# Theodore Freeman
Theodore Cordy Freeman (ur. 18 lutego 1930 w Haverfort, stan Pensylwania, zm. 31 października 1964 w katastrofie lotniczej nieopodal bazy lotniczej Ellington w Houston, stan Teksas) – amerykański astronauta, kapitan lotnictwa (USAF).

## Wykształcenie oraz służba wojskowa
- 1948 – ukończył szkołę średnią w mieście Lewes, stan Delaware. Przez rok studiował na Uniwersytecie Delaware(inne języki), później przeniósł się do Akademii Morskiej Stanów Zjednoczonych.
- 1953 – ukończył Akademię uzyskując licencjat i rozpoczął służbę wojskową w lotnictwie.
- 1953 – 1955 – przeszedł przeszkolenie lotnicze w bazach lotniczych: Hondo i Bryan, stan Teksas oraz w bazie lotniczej Nellis, stan Nevada.
- luty 1955 – uzyskał kwalifikacje pilota wojskowego i do 1960 służył w bazie lotniczej George, stan Kalifornia.
- 1960 – na Uniwersytecie Michigan uzyskał stopień magistra aeronautyki.
- 1960 – został skierowany do bazy lotniczej Edwards w Kalifornii, gdzie służył jako inżynier aeronautyki i pilot – instruktor lotów doświadczalnych szkole aeronautycznej. Został awansowany do stopnia kapitana lotnictwa.
- 1962 – w bazie Edwards ukończył szkołę wojskowych pilotów doświadczalnych (Air Force Experimental Flight Test Pilot School).
- marzec 1963 – został zakwalifikowany na kurs pilotów doświadczalnych w Aerospace Research Pilot School w bazie Edwards. Rozpoczął go w czerwcu 1963 roku.

Freeman był członkiem Amerykańskiego Instytutu Aeronautyki i Astronautyki oraz międzynarodowego Towarzystwa Pilotów Doświadczalnych (Society of Experimental Test Pilots).
Jako pilot wylatał ponad 3300 godzin, z czego 2400 na samolotach z napędem odrzutowym.

## Kariera astronauty
- 18 października 1963 – przyjęty do trzeciej grupy astronautów NASA (NASA 3(inne języki)). Zajmował się zagadnieniem awaryjnego opuszczania statku kosmicznego przez astronautów podczas startu.
- 31 października 1964 – zginął podczas lotu treningowego na samolocie T-38. Na wysokości 460 metrów w pobliżu bazy lotniczej Ellington koło Houston, stan Teksas, jego samolot zderzył się ze stadem ptaków. Uszkodzeniu uległ silnik. Freeman skierował samolot poza strefę zamieszkaną. Katapultował się, ale na zbyt niskiej wysokości. Spadochron nie zdołał się otworzyć i pilot zginął.